# Yakuza Kiwami 2
Yakuza Kiwami 2, pubblicato in Giappone come Ryu Ga Gotoku: Kiwami 2 (龍が如く 極2?, Ryū Ga Gotoku: Kiwami 2, lett. "Come un drago: Estremo 2") è un videogioco d'azione/avventura sviluppato e pubblicato da SEGA. È il remake di Yakuza 2, secondo capitolo della saga di Yakuza, uscito su PlayStation 2 nel 2006. Si tratta del secondo remake di un capitolo della serie, dopo la pubblicazione di Yakuza Kiwami nel 2016. Il gioco è sviluppato utilizzando il motore grafico noto come Dragon Engine, già utilizzato in Yakuza 6. Il titolo è uscito in Giappone il 7 dicembre 2017 mentre nel resto del mondo l'uscita è stata il 28 agosto 2018.

## Trama
Dicembre 2006, Kazuma Kiryu con la piccola Haruka Sawamura rende omaggio alle tombe di Kazama, il patrigno di Kazuma e Yumi Sawamura, la mamma di Haruka. A fargli visita al cimitero accorre Yukio Terada, loro caro amico e quinto capofamiglia del Tojo Clan, ma improvvisamente egli rimane vittima di un misterioso agguato ad opera di due sicari. Kazuma consultando Kashiwagi, braccio destro di Kazama, scopre che è in atto una guerra tra i clan dell'est e dell'ovest del Giappone, ovvero tra l'Omi Alliance - la potente mafia del Kansai e il Tojo Clan, la yakuza del Kanto in Tokyo.

## Modalità di gioco
Yakuza Kiwami 2 è un remake di Yakuza 2 ed è un videogioco d'azione/avventura ambientato in un ambiente open world e giocato da una prospettiva in terza persona. Esattamente come Yakuza Kiwami con il primo Yakuza, Kiwami 2 ripropone la stessa trama di Yakuza 2 aggiungendo però meccaniche di gioco e miglioramenti introdotti nei capitoli successivi della serie, come la modalità Clan Creator e la possibilità di chattare con delle cam girl. Il giocatore controlla il protagonista della saga, Kazuma Kiryu, esplorando i fittizi distretti di Kamurocho a Tokyo e Sotenbori a Osaka. Il sistema di combattimento è basato su quello già visto in Yakuza 6. A differenza del titolo originale, Yakuza Kiwami 2 include anche la possibilità di impersonare l'anti-eroe della serie, Goro Majima, in un capitolo addizionale della storia intitolato "La verità di Goro Majima".

## Sviluppo
Le prime notizie sull'esistenza di Yakuza Kiwami 2 sono trapelate il 24 agosto 2017 tramite una pagina del PlayStation Store taiwanese erroneamente resa pubblica. Il gioco è stato ufficialmente annunciato due giorni dopo durante una conferenza SEGA, in diretta streaming, dedicata al Ryu ga Gotoku Team. Il gioco utilizza il Dragon Engine, motore grafico già usato per Yakuza 6. Il cast dei personaggi include l'attore nipponico Hakuryu nei panni di Ryo Takashima, Houka Kinoshita in quelli di Wataru Kurahashi, Yuichi Kimura come Tsutomo Bessho e Susumu Terajima nel ruolo di Jiro Kawara.